# Градско позориште „Семберија” Бијељина
| Градско позориште „Семберија” Бијељина |                                                 |
|                                        |                                                 |
| Оснивач:                               | Град Бијељина                                   |
| Основано:                              | 2019.                                           |
| Седиште:                               | Патријарха Павла 1, · Бијељина Република Српска |
| Веб презентација                       | Градско позориште „Семберија” Бијељина          |
| Контакт:                               | +387 65 604 573                                 |

Градско позориште „Семберија” Бијељина, јавна је установа из области културе, основана од стране Града Бијељине, почела је са радом 2019. године, док је прве запослене добило 2020. године.
Позориште као најмлађе професионално позориште у Републици Српској и Босни и Херцеговини, баштини богату и плодну историју позоришног живота у граду.
Смештено је у згради Центра за културу „Семберија” у Бијељини и на тој јединој сцени у граду, сцени Центра, изводи своје представе, уз стални ансамбл, без техничког сектора када на том плану користи хонорарне сараднике.

## Стални ансамбл
- Михаило Максимовић
- Мирна Јовановић
- Ненад Благојевић
- Вања Кртолина
- Иван Петровић
- Душан Ранковић

## Историја позоришног живота у Бијељини[5]

### Прва представа
Прва позоришна представа у Бијељини одиграна је 1873. године. То је била трагедија „Милош Обилић”, коју је написао Јован Стерија Поповић, а извели су је глумци Српског позоришта Фотија Иличића из Новог Сада. Тек изградњом хотела Дрина 1892. године, Бијељина добија салу у којој се могу изводити представе и други сценски прикази.
Године 1894. Јован Дучић је приказао Бијељинцима Стеријину трагедију „Светислав и Милена”, у којој су играли домаћи глумци, а и сам Дучић.

### Оснивачка скупштина позоришта
Крајем 1934. године одржана је оснивачка скупштина позоришта, када је дато име Омладинска група „Сцена”, када је одабрана и прва представа - Нушићев „Свет”. Одиграна је следеће године, 18. фебруара, у новој сали Соколског дома. Главни актери били су професори бијељинске гимназије Манојло Чучковић, једна од главних улога, сликар Миленко Атанацковић који је урадио сценографију, као и трећи гимнанзијски професор, Никола Лопичић, објавио је приказ представе у новинама.
Позориште „Сцена” је до 1941. године имало чак 36 премијера. Позориште је гостовало у другим градовима, а у Бијељини су гостовали тадашњи славни позоришни уметници, попут Добрице Милутиновића и оперске диве Бахрије Нури-Хаџић.
У току Другог свјетског рата рад „Сцене” је прекинут, а после ослобођења позориште је наставило рад као секција КУД-а „Радојка Лакић”. Од 1946. до 1953. године изведено је 15 премијера.

### Самостално аматерско (Градско) позориште „Сцена”
Након пресељења биоскопа у нову зграду 1951. године, позориште добија простор бившег биоскопа који адаптира и прилагођава својим потребама. Десетог децембра 1953. године, позориште престаје да буде део КУД-а и постаје Самостално аматерско позориште „Сцена”. Прва представа у новој згради била је „Шума” Николаја Островског, одиграна је 1. јануара 1954. године.
Пројектом реконструкције центра града из 1965. године, локалне власти одлучују да сруше зграду позоришта уз обећање да ће се градити нова зграда позоришта, која ни до данас није саграђена. Године 1990. позориште из званичног назива избацује реч аматерско, те постаје Градско позориште „Сцена”. Тих година, позориште на кориштење добија и стари магацин, у данашњој улици Патријарха Павла, а завршавао се и пројекат адаптације и реконструкције.
После низ успешних представа, како на домаћој сцени, тако и на гостовањима у другим градовима и фестивалима, уз подршку реномираних уметника и освојених награда и признања, позориште је прекинуло рад. То се десило после представе премa тексту Исидоре Бјелице, у режији Душана Тузланчића, усред рата - октобра 1993. године, излази представа „Сага о УНПРОФОР-у” у којој су играли познати глумци из Београда, Новог Сада и Сарајева. Била је то прва позоришна представа у историји Републике Српске, и једна од првих премијера на територији комплетне БиХ у току рата.

## Позориште за дјецу
Од 2016. године, група професионалних глумаца окупљена под окриљем туристичке агенције „Happy Travel” из Бијељине започео је пројекат под називом „Позориштанце Маслачак". Вишегодишња реализација тог пројекта показује глад позоришне публике, поготову оне најмлађе. У оквиру овог пројекта за непуне четири године одиграно је преко 50 премијера са преко 3.000 извођења у Бијељини, БиХ и окружењу.